# Ziegenhain (Westerwald)
Ziegenhain település Németországban, Rajna-vidék-Pfalz tartományban. Lakosainak száma 164 fő (2023. december 31.).

## Népesség
A település népességének változása:
| Lakosok száma | 42   | 151  | 154  | 165  | 166  | 164  |
|               | 1975 | 2017 | 2019 | 2021 | 2022 | 2023 |